# Chiesa di San Bernardino da Siena (Torino)
La chiesa di San Bernardino da Siena è un edificio religioso situato a Torino, nel Borgo San Paolo.

## Storia
L'edificio risulta essere la prima opera di rilievo dell'architetto Giuseppe Gallo. La progettazione e l'inizio dei lavori avvennero nel 1891. Affidata al servizio dei frati minori francescani, la chiesa fu ufficialmente inaugurata nel 1893, seppur incompleta. Solo nel 1901 infatti furono completati il cielo del pulpito e la cappella di Sant'Antonio.
Nel 1917 la chiesa fu danneggiata da un incendio appiccato dai rivoltosi che in quel periodo erano attivi nella città sabauda. Si riscontrarono ingenti danni agli arredi, all'organo, alla bussola e alle vetrate, e i lavori di restauro, intrapresi l'anno successivo pur se con difficoltà di reperimento dei materiali al causa della prima guerra mondiale, interessarono inoltre la volta sovrastante la campata davanti al presbiterio. Durante i bombardamenti di Torino del 1943 furono registrati importanti danni all'edificio, in particolare al tetto e all'organo di mille canne che andò completamente distrutto.

## Descrizione
L'edificio è costruito in stile neomedievale ed è composto da tre navate, tra le quali vi sono degli archi polistili che sorreggono volte a crociera quadrate. La navata centrale è larga il doppio rispetto a quelle laterali, e l'altare maggiore è separato dall'area riservata ai fedeli per mezzo di una balaustrata.
Lungo le navate laterali i contrafforti definiscono lo spazio per i confessionali, mentre lungo i lati dell'edificio esterno essi sono posizionati in modo gerarchico: i contrafforti posti in corrispondenza degli archi delle crociere maggiori arrivano fino alla gronda del tetto, mentre quelli minori, posti in corrispondenza delle crociere delle navate laterali, si alternano a quelli maggiori. Lo stile neomedievale arricchisce l'edificio con guglie, pinnaccoli e archi ogivali polilobati, mentre le pareti verticali mostrano decorazioni in rilievo su stucco lucido. Le vetrate e i dipinti laterali rispetto all'altare maggiore che raffigurano san Francesco d'Assisi e san Pietro d'Alcántara furono eseguiti dal pittore Pietro Guglielmi.
Il portale realizzato in marmo di Viggiù è decorato con dettagli a forma di rose, a rami di vite e passiflora ed è sovrastato dal mosaico del Redentore, mentre tutti gli elementi a vista della facciata sono realizzati in litocemento. Il convento antistante la chiesa è caratterizzato da uno stile semplice, costituito da due piani, in mattone a vista, ed è dotato di un chiostro con un cortile rustico alle spalle. L'intero complesso comprende la biblioteca, il refettorio e la sala capitolare.